# Dacryodes dungii
Dacryodes dungii är en tvåhjärtbladig växtart som beskrevs av Than Dinh Dai & G.P. Yakovlev. Dacryodes dungii ingår i släktet Dacryodes och familjen Burseraceae. Inga underarter finns listade i Catalogue of Life.